# Morristown (Arizona)
Pour les articles homonymes, voir Morristown.
Morristown est une communauté non constituée en municipalité et census-designated place (CDP) du comté de Maricopa, en Arizona, aux États-Unis. Elle se trouve à 69km au nord-ouest de Phoenix, à la jonction de la State Route 74 et de la US Route 60. Au recensement de 2020, elle comptait 186 habitants, contre 227 en 2010.
Morristown abrite le Morristown Elementary School District.
Le magasin Morristown, anciennement l'hôtel Morristown, est inscrit au registre national des lieux historiques.
Une grande partie de Morristown se trouve dans la zone de planification municipale de Surprise, et Surprise a l'intention d'annexer éventuellement la zone. La partie de Morristown au sud de la route US 60 coexiste entre les zones de planification de Surprise, Buckeye et Wickenburg, où aucune ville n'a encore exprimé un souhait d'acquisition. La communauté porte le nom de Morristown, New Jersey.
Morristown est également connu pour être le lieu de naissance du célèbre chat Grumpy Cat.

## Historique
Avant 1897, Morristown porte le nom de Vulture Siding. Cependant, après l'épuisement de la mine du vautour, elle change de nom pour Hot Springs Junctions dû à sa proximité de Castle Hot Springs. Après 1897, le nom de Morristown est établi en l'honneur de son premier habitant : George Morris. 